# Gitterführungseffekt
Die Gitterführung bzw. der Gitterführungseffekt (englisch channelling) ist ein physikalisches Phänomen, das in der Ionenstrahlphysik auftritt. Es beschreibt das nahezu ungestörte Eindringen eines Ions in einen Einkristall aufgrund von linearen Bereichen ohne Gitteratome in bestimmten Kristallgittern.

## Beschreibung

Animation eines Einkristalls in Diamantstruktur (Silicium, Germanium). Unter bestimmten Drehungswinkeln ist die Ausbildung von „Kanälen“ zu beobachten, so dass an diesen Stellen durch den Kristall gesehen werden kann.

Werden Einkristalle mit gebündelten Ionen unter einem Winkel nahe einer Kristallachse bestrahlt, dringen diese tief in den Kristall ein. In typischen Rückstreuexperimenten (Rutherford-Rückstreuung) misst man eine geringere Rückstreurate, weil gerade entlang der Kristallachse der Zusammenstoß mit Gitteratomen unwahrscheinlicher wird. Wären die Atome perfekt hintereinander angereiht, dann würden die Ionen sogar nur eine einzige Ebene sehen; es ist so als würden die Teilchen entlang des Gitters durch Kanäle eindringen, sogar von der abstoßenden Wirkung der Gitteratome  im Kanal gehalten (da beide positiv geladen), was die englische und deutsche Bezeichnung erklärt.
Wenn man die Teilchen zweidimensional detektiert, dann erhält man typische Rückstreuungsmuster, die von der Kristallstruktur, der speziellen Kristallachse und vom Gitterplatz der rückstreuenden Atomen abhängen. Das beschleunigt auch die Messung gegenüber eindimensionalen Detektoren.
Selbst negative und neutrale Teilchen zeigen den Gitterführungseffekt. Das Experiment kann auch mit radioaktiven Ionen durchgeführt werden. In diesem Falle sind nicht mehr die Ionen, sondern die von ihnen emittierten Teilchen, die man detektiert; dann spricht man von Emissions-Channeling (engl. emission channeling).

## Geschichte
Vorausgesehen wurde dieser Effekt schon bevor die ersten Experimente mit Röntgenstrahlung Beugungseffekte an Einkristallen überhaupt gezeigt haben. 1912 wurde eine solche Hypothese veröffentlicht (Johannes Stark). Mehr als 50 Jahre danach kamen die ersten experimentellen Beweise (Piercy et al., 1963) und die ersten Computersimulationen (Robinson und Oen, 1963). Mittlerweile haben die Studien um diesen Effekt eine sehr gute wenn auch nicht vollkommen ausgereifte theoretische und experimentelle Entwicklung erfahren.

## Anwendungen
Eine direkte Anwendung dieser Technik ist die Bestimmung der Kristallstruktur und der Verteilung und Position von Defekten bzw. Verunreinigungen einer Probe (z. B. Dünnschichten). Eine interessantere Anwendung ist zum Beispiel die Gitterplatzbestimmung wenn zur Dotierung eines Halbleiters in der Herstellung mikroelektronischer Schaltungen ein radioaktives Isotop der normalerweise stabilen Elemente verwendet wird. Da die Strahlung nach der Dotierung direkt von den Dotierungsstellen ausgeht, kann damit die Verteilung und Position der Dotierungsstellen und damit die Halbleitereigenschaften gegenüber von Verfahren die mit externen Strahlungsquellen arbeiten (z. B. Röntgenstrukturanalysen) wesentlich genauer bestimmt werden. Der Gitterführungseffekt hat dabei nicht nur Auswirkungen auf die Dotierung, sondern trägt auch zur Richtungsabhängigkeit der entstehenden Strahlung (bei α- und β-Strahlung) bei. Andere Anwendungen sind in der Oberflächenphysik (Oberflächenrelaxation, Oberflächenkontaminierung, Strukturanalyse an der Schnittstelle zwischen zwei unterschiedlichen Schichten usw.).

## Bedeutung in der Halbleiterindustrie
Die Gitterführung ist ein unerwünschter Effekt bei der Herstellung von Halbleiterbauelementen. Dabei werden Siliziumwafer gezielt mit Fremdatomen dotiert, um die gewünschten elektrischen Eigenschaften zu erhalten. Ein mögliches Verfahren zur Dotierung (neben der Diffusion) ist die Ionenimplantation, bei der der Wafer mit Ionen beschossen wird. Hierbei tritt der Effekt auf und verändert die ansonsten sehr gut zu simulierende Eindringtiefe der Ionen.
Entgegensteuern kann man der Gitterführung grundsätzlich auf zwei Weisen: einerseits, indem der Wafer gegenüber der Implantationsrichtung leicht gekippt wird (ca. 7°). Alternativ oder ergänzend erzeugt man auf dem Wafer vor der Implantation eine dünne Schicht Siliziumdioxid (mit einem Beschichtungsverfahren oder durch thermische Oxidation). An dieser amorphen Schicht werden die Ionen durch elastische und unelastische Stöße gestreut und dringen so nicht mehr bevorzugt entlang der Kristallebenen ein.